# Stolnica sv. Dionizija, Saint-Denis
Stolnica sv. Dionizija (francosko Basilique royale de Saint-Denis, zdaj uradno znana kot Basilique-cathédrale de Saint-Denis) je velika nekdanja srednjeveška samostanska cerkev in sedanja stolnica v občini Saint-Denis, severno predmestje Pariza. Stavba je izjemnega zgodovinskega in arhitekturnega pomena, saj njen kor, dokončan leta 1144, na splošno velja za prvo stavbo, ki uporablja vse elemente gotske arhitekture.
Bazilika je postala romarski kraj in nekropola z grobnicami francoskih kraljev, vključno s skoraj vsemi kralji od 10. stoletja do Ludvika XVIII. v 19. stoletju. Francoski kralj Henrik IV. je prišel v Saint-Denis, da bi se uradno odpovedal svoji protestantski veri in postal katoličan. Francoske kraljice so bile kronane v Saint-Denisu, kraljeve regalije, vključno z mečem za kronanje kraljev in kraljevim žezlom, so bile med kronanji shranjene v Saint-Denisu.
Mesto je nastalo kot galo-rimsko pokopališče v poznih rimskih časih. Arheološke ostaline še vedno ležijo pod stolnico; grobovi kažejo na mešanico krščanskih in predkrščanskih pogrebnih praks. Okoli leta 475 n. št. je sv. Genovefa kupila nekaj zemlje in zgradila Saint-Denys de la Chapelle. Leta 636 so po ukazu Dagoberta I. v baziliko ponovno pokopali relikvije sv. Dionizija, zavetnika Francije. Relikvije svetega Dionizija, ki so bile leta 1795 prenesene v mestno župnijsko cerkev, so bile leta 1819 spet vrnjene v samostan.
V 12. stoletju je opat Suger obnovil dele samostanske cerkve z uporabo inovativnih strukturnih in okrasnih elementov. S tem naj bi ustvaril prvo pravo gotsko stavbo. V naslednjem stoletju je gradbeni mojster Pierre de Montreuil obnovil ladjo in transepte v novem gotskem slogu rayonnant.
Samostanska cerkev je postala stolnica ob ustanovitvi škofije Saint-Denis s strani papeža Pavla VI. leta 1966 in je sedež škofa Saint-Denisa, trenutno (od leta 2009) Pascala Delannoya. Čeprav je znana kot bazilika svetega Denisa, Vatikan stolnici ni podelil naziva manjša bazilika.
86 metrov visok zvonik, ki so ga razstavili v 19. stoletju, bodo ponovno zgradili. Projekt, ki se je začel pred več kot 30 leti, naj bi se začel maja 2020 in naj bi trajal približno 11 let ter stal približno 28 milijonov evrov.

## Zgodovina

### Zgodnja cerkev
Stolnica je na mestu, kjer naj bi bil pokopan sv. Dionizij, prvi pariški škof. Po Življenju svete Genovefe, napisanem okoli leta 520, ga je poslal papež Klemen I., da evangelizira Parižane. Rimske oblasti so ga aretirale in obsodile. Skupaj z dvema svojima privržencema, duhovnikom Elevterom in diakonom Rustikom, je bil okoli leta 250 našega štetja obglavljen na hribu Montmartre. Po legendi naj bi svojo glavo odnesel štiri milje do rimske naselbine Catulliacus, na mestu sedanje cerkve, in nakazal, da je tam kraj, kjer želi biti pokopan. Približno leta 313 so na mestu njegovega groba postavili svetišče-mavzolej, ki so ga pod sv. Genovefa razširili v baziliko z dodatkom grobnic in spomenikov. Ti vključujejo kraljevo grobnico Aregonde, žene kralja Kotarja I.
- Dagobert I. ob obisku gradbišča opatije St. Denis (poslikana 1473)
- Clovis II na obisku v Saint Denisu (naslikano v 15. stoletju)

Dagobert I., frankovski kralj (vladal od 628 do 637), je leta 632 cerkev preoblikoval v samostan Saint Denis, benediktinski samostan. Kmalu je prerasel v skupnost več kot petsto menihov in njihovih služabnikov.
Dagobert je naročil tudi novo svetišče, v katerem bi hranili posmrtne ostanke svetnika, ki ga je ustvaril njegov glavni mojster Eligij, po izobrazbi zlatar. Zgodnje življenjepis svetega Eligija opisuje svetišče:
Predvsem pa je Eligij izdelal mavzolej za svetega mučenca Dionizija v mestu Pariz s čudovitim marmornim ciborijem nad njim, čudovito okrašenim z zlatom in dragulji. Sestavil je grb [na vrhu groba] in veličastno sprednjo stran ter obdal prestol oltarja z zlatimi sekirami v krogu. Tja je položil zlata jabolka, okrogla in okrašena z dragulji. Naredil je prižnico in vrata iz srebra in streho za prestol oltarja na srebrnih sekirah. Naredil je pokrov na mestu pred grobom in izdelal zunanji oltar ob nogah svetega mučenca. Tam je na kraljevo zahtevo toliko razkošja, in se je izlilo toliko, da je v Galiji ostal komaj en sam okras in je največji čudež od vseh do danes. 

### Karolinška cerkev
- Stene kripte, ki jih je zgradil opat Hilduin (9. st.
- Kapitel stebra v karolinški kripti
- Najstarejši sarkofogi v kripti

Med svojim drugim kronanjem v Saint-Denisu se je kralj Pipin Mali zaobljubil, da bo obnovil star samostan. Prvo cerkev, omenjeno v kronikah, so začeli graditi leta 754 in dokončali pod Karlom Velikim, ki je bil prisoten pri njeni posvetitvi leta 775. Do leta 832 je bila samostanu odobrena za doplačilo kitolovska koncesija na polotoku Cotentin.
Po enem od številnih mitov o ustanovitvi samostana je bil gobavec, ki je noč pred načrtovano posvetitvijo spal v skoraj dokončani cerkvi, priča žarku svetlobe, iz katerega je Kristus v spremstvu sv. Dionizija in množice angelov prišel, da bi vodil sam obred posvetitve. Preden je Kristus odšel, je ozdravil gobavca in mu odtrgal obolelo kožo, da bi pod njo razkril popolno polt. Napačna oblika na marmornem stebru naj bi bila gobavčeva nekdanja koža, ki se je zataknila tam, ko jo je Kristus odvrgel. Ker jo je Kristus posvetil, je bila stavba sama po sebi obravnavana kot sveta.
Večina tega, kar je zdaj znanega o karolinški cerkvi v st Denisu, je rezultat dolgega niza izkopavanj, ki jih je leta 1937 začel ameriški umetnostni zgodovinar Sumner McKnight Crosby. Celotna stavba je bila dolga okoli osemdeset metrov, z mogočno fasado, ladjo, razdeljeno na tri dele z dvema vrstama marmornih stebrov, transeptom in apsido ter na vzhodnem koncu. Ob pomembnih verskih praznikih je bila notranjost cerkve osvetljena s 1250 svetilkami. Pod apsido so po zgledu sv. Petra v Rimu zgradili kripto s spovednico ali kapelo mučenikov v središču. Znotraj tega je bila ploščad, na kateri je bil prikazan Dionizijev sarkofag s sarkofagom njegovih tovarišev Rustika in Elevterja na obeh straneh. Okoli ploščadi je bil hodnik, kjer so lahko krožili romarji in loki z okni. V nekaterih lokih so vidni sledovi poslikanega okrasja te prvotne kripte.
Kripta ni bila dovolj velika za vedno večje število romarjev, ki so prihajali, zato je okoli leta 832 opat Hilduin zgradil drugo kripto, zahodno od prve, poleg apside pa je bila zgrajena majhna nova kapela, posvečena Devici Mariji. Nova kripta je bila pod Sugerjem v 12. stoletju obsežno prezidana.

### Suger in zgodnjegotska cerkev (12. stoletje)
- Opat Suger upodobljen v oknu Jessejevega drevesa (19. st.)
- Ludvik VI. Francoski na obisku v St. Denisu (ilustracija iz 14. st.)
- Oriflamme (zgoraj levo) ali bojna zastava francoskih kraljev je bila shranjena v Saint Denisu.
- Francoski kralj Filip II. prejme Oriflamme od škofa pred odhodom v vojno (13. st., slika iz 1841)

Opat Suger (okoli 1081 – 1151), pokrovitelj obnove samostanske cerkve, je začel svojo kariero v cerkvi pri desetih letih in se leta 1122 povzpel v opata. Bil je šolski tovariš in nato zaupnik in minister Ludvika VI. in nato njegovega sina Ludvika VII. ter bil regent Ludvika VII., ko je bil kralj med križarskimi vojnami odsoten. Bil je uspešen zbiratelj sredstev, pridobil je zaklade za stolnico in zbral ogromno vsoto za njeno obnovo. Približno leta 1135 je začel obnavljati in širiti samostan. V svoji slavni pripovedi o delih, opravljenih med njegovo administracijo, je Suger pojasnil svojo odločitev za obnovo cerkve zaradi dotrajanega stanja stare stavbe in njene nezmožnosti obvladovanja množice romarjev, ki so obiskovali svetišče St Denis.
V 12. stoletju je cerkev, predvsem po zaslugi Sugerja, postala glavno svetišče francoske kraljevine in se kosala z Reimsko stolnico, kjer so bili kronani kralji. Samostan je hranil tudi regalije ob kronanju, vključno z oblačili, kronami in žezlom. Od leta 1124 in vse do sredine 15. stoletja so kralji odhajali v vojno z oriflamom ali bojno zastavo St. Denisa, da bi kralju zagotovili zaščito svetnika. V samostan so ga odpeljali šele, ko je bila Francija v nevarnosti. Zastava je bila umaknjena leta 1488, ko so Parižani odprli vrata Pariza za invazijo angleške in burgundske vojske.

#### Prva faza: Zahodno pročelje (1135–1140)
Suger je začel svoj projekt obnove na zahodnem koncu St. Denisa, pri čemer je porušil staro karolinško fasado z enimi, osrednjimi vrati. Staro ladjo je razširil proti zahodu za dodatne štiri obočne pole in dodal masiven zahodni narteks, ki je vključeval novo fasado in tri kapele v prvem nadstropju.
V novi zasnovi so masivni navpični oporniki ločevali tri vratne odprtine, vodoravni nizi in okenske arkade pa so jasno označevale razdelitve. Ta jasna razmejitev delov naj bi vplivala na poznejše zasnove zahodne fasade kot skupna tema v razvoju gotske arhitekture in izrazit odmik od romanike. Sama portala so zapirala pozlačena bronasta vrata, okrašena s prizori iz Kristusovega trpljenja. Sugerjevo pokroviteljstvo so jasno zabeležili z naslednjim napisom:
Na prekladi pod velikim timpanonom, ki prikazuje Poslednjo sodbo, pod izrezljano figuro klečečega opata je bila zapisana skromnejša prošnja;
 Sprejmi, strogi sodnik, molitve tvojega Sugerja, Daj me milostivo prišteti med tvoje ovce.

#### Druga faza: nov kor, (1140–1144)
Sugerjeva zahodna razširitev je bila dokončana leta 1140, tri nove kapele v narteksu so bile posvečene 9. junija istega leta, vendar je bila romanska ladja med njimi še nespremenjena. O novem narteksu na zahodnem koncu in predlaganih kapelah na vzhodu je pisal: »Ko se nov zadnji del spoji s sprednjim delom, cerkev zasije s svetlečim srednjim delom. Kajti svetlo je tisto, kar je svetlo povezano z svetla in svetla je plemenita zgradba, ki jo prežema nova svetloba«.
Sugerjeva velika novost pri novem koru je bila zamenjava težkih pregradnih sten v apsidi in ambulatoriju z vitkimi stebri, tako da je bila notranjost tega dela cerkve napolnjena s svetlobo. Opisal je »krožni niz kapel, zaradi katerih bi cela cerkev sijala s čudovito in neprekinjeno svetlobo najbolj svetlečih oken, ki prežemajo notranjo lepoto«. Ena od teh kapel je bila posvečena sveti Osmani in je hranila njene relikvije. 
Sugerjevi zidarji so črpali iz elementov, ki so se razvili ali so bili uvedeni v romansko arhitekturo: rebrasti obok s koničastimi loki in  zunanji oporniki, ki so omogočili večja okna in odstranili notranje stene. Bilo je prvič, da so bile vse te značilnosti narisane skupaj; in novi slog se je radikalno razvil iz prejšnje romanske arhitekture z lahkotnostjo strukture in nenavadno velikimi vitražnimi okni.
Nova arhitektura je bila polna simbolike. Dvanajst stebrov v koru je predstavljalo dvanajst apostolov, luč pa je predstavljala Svetega Duha. Kot mnogi francoski duhovniki v 12. stoletju našega štetja je bil privrženec psevdo-Dionizija Areopagita, mistika iz 6. stoletja, ki je enačil najmanjši odsev ali blesk z božansko svetlobo. Sugerjeve lastne besede so bile vklesane v ladjo: »Svetlo je tisto, kar je svetlo povezano s svetlim / in svetla je plemenita stavba, ki jo prežema nova svetloba«. Po Sugerjevem zgledu so veliki vitraji, ki zapolnjujejo notranjost z mistično svetlobo je postala pomembna značilnost gotske arhitekture.
Pri obnovi v 12. stoletju sta sodelovala dva različna arhitekta ali zidarska mojstra. Oba ostajata anonimna, vendar je njuno delo mogoče ločiti po slogovni podlagi. Prvi, ki je bil odgovoren za začetna dela na zahodnem koncu, je bil naklonjen običajnim romanskim kapitelom in profilom oblikovanja z bogatimi in individualiziranimi detajli. Njegov naslednik, ki je dokončal zahodno fasado in zgornje nadstropje narteksa, je pred gradnjo novega kora pokazal bolj zadržan pristop k dekorativnim učinkom, opiral se je na preprost repertoar motivov, ki se je morda izkazal za primernejšega za svetlejše. Gotski slog, ki ga je pomagal ustvariti.
Valoisov portal je bil zadnja od gotskih struktur, ki jih je načrtoval Suger. Načrtovana je bila za prvotno stavbo, vendar se še ni začela, ko je leta 1151 Suger umrl. V 13. stoletju so jo premaknili na konec novega transepta na severni strani cerkve. Skulptura portala vključuje šest stoječih figur v objemih in trideset figur v vousurah ali lokih nad vrati, ki verjetno predstavljajo kralje Stare zaveze. Prizor v timpanonu nad vrati prikazuje mučeništvo sv. Dionizija. V svojem realizmu in finosti so bili mejnik v gotskem kiparstvu.
Nova stavba je bila dokončana in posvečena 11. junija 1144 v prisotnosti kralja. Samostan St Denis je tako postal prototip za nadaljnjo gradnjo v kraljevi domeni severne Francije. Med vladavino anžujske rodbine je bil slog uveden v Anglijo in se razširil po vsej Franciji, Nizozemskih deželah, Nemčiji, Španiji, severni Italiji in Siciliji.

### Rekonstrukcija ladje – rayonnant slog – začetek kraljeve nekropole (13. stoletje)
- Zastekljen triforij (sredinska raven) in svetlobno nadstropje, kjer okna zapolnjujejo skoraj celotno steno, vidna značilnost rayonnant gotike. (sedanja okna iz 19. st.)
- Rayonnant rozeta v severnem transeptu

Suger je umrl leta 1151 z nedokončano gotsko obnovo. Leta 1231 je opat Odo Clement začel delati na obnovi karolinške ladje, ki je ostala neskladno stisnjena med Sugerjeva gotska dela na vzhodu in zahodu. Ladja in zgornji deli Sugerjevega kora so bili zamenjani v gotskem slogu rayonnant. Že na začetku se zdi, da je opat Odo z odobritvijo kastiljske regentke Blanche in njenega sina, mladega kralja Ludvika IX., načrtoval, da bo nova ladja in njeno veliko križišče imela veliko jasnejši fokus kot francoska »kraljeva nekropola« ali grobišče. Ta načrt je bil izpolnjen leta 1264 pod opatom Matthewom iz Vendôma, ko so kosti 16 nekdanjih kraljev in kraljic premestili v nove grobnice, razporejene okoli križišča, osem karolinških monarhov na jugu in osem Kapetingov na severu. Te grobnice z realističnimi izrezljanimi ležečimi podobami, ki ležijo na dvignjenih podstavkih, so bile močno poškodovane med francosko revolucijo, čeprav je vse razen dveh pozneje obnovil Viollet le Duc leta 1860.
Temna romanska ladja z debelimi stenami in majhnimi okenskimi odprtinami je bila prezidana z uporabo najnovejših tehnik, v tem, kar je danes znano kot rayonnant gotika. Ta novi slog, ki se je razlikoval od Sugerjevih zgodnejših del, tako kot so se razlikovala od svojih romanskih predhodnikov, je zmanjšal površino stene na absolutni minimum. Trdno zidavo so nadomestile ogromne okenske odprtine, napolnjene z briljantnimi vitraji (vsi so bili uničeni v revoluciji) in prekinjeni le z najtanjšim krogovičjem – ne samo v svetlobnem nadstropju, ampak tudi, morda prvič, v običajno temnem triforiju. Zgornji fasadi dveh precej povečanih transeptov sta bili zapolnjeni z dvema spektakularnima 12 m širokima rozetama. Tako kot pri Sugerjevem prejšnjem obnovitvenem delu, identiteta arhitekta ali zidarskega mojstra ostaja neznana. Čeprav ga pogosto pripisujejo Pierru de Montreuilu, je edini dokaz o njegovi vpletenosti nepovezan dokument iz leta 1247, ki ga omenja kot »zidarja iz Saint-Denisa«.

### 15.–17. stoletje
- Stolnica leta 1655 Clauda Chastillona
- Henrik IV. Francoski se leta 1593 v Saint-Denisu odpove protestantizmu, avtor Nicolas Baullery

V naslednjih stoletjih je bila stolnica dvakrat oropana; enkrat med stoletno vojno (1337–1453) in spet med verskimi vojnami (1562–1598). Škoda je bila v veliki meri omejena na polomljene grobnice in dragocene predmete, ukradene z oltarjev in zakladov. Pod Marijo Medičejsko in pozneje kraljevimi družinami je bilo narejenih veliko sprememb. To je vključevalo gradnjo kapele ob severnem transeptu, ki je služila kot grobnica za monarhe rodbine Valois (kasneje porušena). Félibienov načrt iz okoli leta 1700 prikazuje Valoisovo kapelo, veliko mrliško kapelo v obliki kupolaste rotunde s stebriščem, ki meji na severni transept cerkve in vsebuje Valoisovo grobnico in prikaz okostja kita v ladji leta 1771. Večja škoda je bila storjena z odstranitvijo zgodnjegotskih kipov stebrov, ki jih je Suger uporabil za okrasitev zahodne fasade. (V 19. stoletju so bile zamenjane z replikami).  Leta 1700 se je začela obnova samostanskih stavb ob cerkvi. Ta je bil dokončan šele sredi 18. stoletja. V te stavbe je Napoleon postavil šolo za hčere članov francoske legije časti, ki še vedno deluje.

### Francoska revolucija in Napoleon
- Ropanje cerkve leta 1793, avtor Friedrich Staffnick
- Skrunitev kraljevih grobnic leta 1793, ki jo je upodobil Hubert Robert

Zaradi povezav s francosko monarhijo in bližine Pariza je bil samostan Saint-Denis glavna tarča revolucionarnega vandalizma. V petek, 14. septembra 1792, so redovniki obhajali zadnje bogoslužje v samostanski cerkvi; samostan je bil naslednji dan razpuščen. Cerkev je služila za shranjevanje žita in moke. Leta 1793 je Narodna konvencija, revolucionarna vlada, ukazala skrunitev grobnic in uničenje, vendar se je strinjala z ustanovitvijo komisije za izbor tistih spomenikov, ki so zgodovinskega pomena za ohranitev. Leta 1798 so jih prenesli v kapelo Petit-Augustins, ki je kasneje postala Muzej francoskih spomenikov.
Večina srednjeveških samostanskih stavb je bila porušena leta 1792. Čeprav je cerkev ostala nespremenjena, so jo oskrunili, zaplenili njeno zakladnico, njene relikviarije in liturgično pohištvo pa zaradi kovinske vrednosti pretopili. Nekateri predmeti, vključno s kelihom in akvamanilom, podarjenim opatiji v Sugerjevem času, so bili uspešno skriti in so preživeli do danes. Fgure na fasadi, ki predstavljajo kralje iz Stare zaveze, pomotoma identificirane kot podobe francoskih kraljev in kraljic, so bile odstranjene s portalov, skulptura timpanona pa je bila uničena.
Leta 1794 se je vlada odločila odstraniti svinčene plošče s strehe in jih pretopiti za izdelavo nabojev. Zaradi tega je bila notranjost cerkve zelo izpostavljena vremenskim vplivom. 

### 19. stoletje - rekonstrukcija in prenova
- Levi stolp, dokončan, poškodovan in odstranjen v 1840-ih
- Načrt Viollet-le-Duca z dvema stolpoma, nikoli zgrajen

Cerkev je ponovno posvetil Napoléon leta 1806 in jo določil kot prihodnjo lokacijo za svojo lastno grobnico in grobnico svoje nameravane rodbine. Ukazal je tudi gradnjo treh kapel v čast zadnjim francoskim kraljem, zgradil kapelo pod vodstvom svojega strica, kardinala Fescha, ki je bila okrašena z bogato izrezljanimi kornimi klopmi in intarzijami iz Château de Gaillon.
Po Napoleonovem padcu so pepel prejšnjega kralja Ludvika XVI. slovesno prenesli s pokopališča La Madeleine v Saint-Denis. Zadnji kralj, ki je bil pokopan v St Denisu, je bil Ludvik XVIII. leta 1824.
Leta 1813 je bil François Debret imenovan za glavnega arhitekta stolnice; pred tem je več kot trideset let popravljal revolucionarno škodo. Kasneje je bil najbolj znan po svoji zasnovi Salle Le Peletier, glavne operne hiše v Parizu pred Opéro Garnier leta 1873. Zamenjal je zgornje vitraje v ladji z upodobitvami zgodovinskih francoskih kraljev in dodal nova okna v transeptih, ki prikazuje prenovo, in julija 1837 obisk stolnice kralja Ludvika Filipa. 9. junija je strela udarila v zvonik stolpa in ga uničila. Debret je hitro postavil nov zvonik, vendar ni povsem razumel načel gotske arhitekture. Pri svojih načrtih za novo stavbo je naredil napake, zaradi česar sta se zvonik in stolp leta 1845 zrušila pod lastno težo.
Debret je odstopil in zamenjal ga je Eugène Viollet-le-Duc, ki je imel podporo Prosperja Mériméeja, francoskega avtorja, ki je vodil kampanjo za obnovo uničene gotske arhitekture v Franciji. Viollet-le-Duc je nadaljeval z delom na samostanu do svoje smrti leta 1879 in nadomestil številne stvaritve, ki jih je zasnoval Debret. Viollet-le-Duc se je osredotočil na grobnice, preuredil in preoblikoval dele notranjosti v ogromen muzej francoskega kiparstva. V 1860-ih je cesar Napoleon III. prosil Viollet-le-Duca, naj zgradi cesarski del v kripti zanj in njegovo rodbino, vendar je bil odstavljen in je odšel v izgnanstvo, preden se je projekt začel.

### 20. in 21. stoletje
File:Paris, France. BASILICA SAINT-DENIS. (PA00079952)(Detail).jpg|Zahodni portali pred čiščenjem (2011)
Leta 1895, ko je bil kapitelj, ki ga je ustanovil Napoleon, razpuščen, je cerkev izgubila status stolnice in ponovno postala župnijska cerkev. Stolnica je znova postala šele leta 1966 z ustanovitvijo nove škofije Saint-Denis. Uradni naziv je zdaj bazilika-stolnica Saint-Denis.
Decembra 2016, 170 let po uničenju severnega stolpa in po več napačnih začetkih, je ministrstvo za kulturo ponovno predlagalo njegovo rekonstrukcijo, potem ko je ugotovilo, da je tehnično izvedljiva - čeprav brez javnega financiranja. Od takrat je bilo ustanovljeno združenje Suivez la flèche ("Sledite zvoniku"), ki mu predseduje Patrick Braouezec, da bi podprlo obnovo, z namenom zbiranja potrebnih sredstev z odprtjem obnovitvenih del za širšo javnost, po modelu gradu Guedelon. Marca 2018 je ministrstvo za kulturo z društvom podpisalo pogodbo, s katero je uradno začel projekt obnove, z deli pa naj bi se začela maja 2020. Vendar se spomladi 2021 dela še niso začela.

## Zunanjost

### Zahodno pročelje
Zahodno pročelje cerkve, posvečene 9. junija 1140, je razdeljeno na tri dele, vsak s svojim vhodom, ki predstavljajo Sveto Trojico. Nazobčan parapet poteka čez zahodno pročelje in povezuje stolpe (še vedno nedokončane leta 1140), kar ponazarja, da je bilo pročelje cerkve simboličen vhod v nebeški Jeruzalem.
Ta nova fasada, široka 34 metrov in globoka 20 metrov ima tri portale, pri čemer je osrednji večji od obeh stranskih, kar odraža relativno širino osrednje in stranskih ladij. Na to tristransko ureditev so jasno vplivale normansko-romanske fasade poznega 11. stoletja sanostanskih cerkva (primer Opatija Saint-Étienne, Caen). Z njimi si je delila tudi trinadstropno višino in bočne stolpe. Ohranjen je samo južni stolp; severni stolp je bil porušen po neurju, ki je udarilo leta 1846.
Zahodno pročelje je bilo prvotno okrašeno z nizom stebrov, ki so predstavljali kralje in kraljice Stare zaveze. Ti so bili odstranjeni leta 1771 in večinoma uničeni med francosko revolucijo, čeprav je več glav mogoče videti v  Musée de Cluny v Parizu.
Bronasta vrata osrednjega portala so moderna, vendar so verna reprodukcija originalnih vrat, ki prikazujejo Kristusov pasijon in Vstajenje.
Še eno izvirno funkcijo so dodali Sugerjevi graditelji; rozeta nad osrednjim portalom. Čeprav so bila majhna okrogla okna (okuli) v trikotnem timpanu pogosta na zahodnih fasadah italijanskih romanskih cerkva, je bil to verjetno prvi primer rozete v kvadratnem okvirju, ki je postal prevladujoča značilnost gotskih fasad severne Francije. 

### Apsida in transepta
- Apsida ali vzhodni del stolnice leta 1878
- Severni transept (levo) in stene ter oporniki severne ladje (19. st.)
- Južni transept - rayonnant
- Južna stran ladje, s podporniki in kapelami

Apsida na vzhodnem koncu stolnice je bil eden prvih delov stavbe, prezidan v gotskem slogu. Delo je naročil opat Suger leta 1140 in je bilo dokončano leta 1144. Pod mladim kraljem Ludvikom IX. in njegovo materjo Blanche Kastiljsko, regentko kraljestva, je bilo precej spremenjeno leta 1231. Apsido so zgradili veliko višje, vzdolž z ladjo. Veliki ločni oporniki so bili dodani na streho, da bi podprli zgornje stene in omogočili ogromna okna, nameščena tam. Obenem je bil transept povečan in dobil velike rozete v novem rayonnant slogu, razdeljene na več lancetnih oken, na vrhu katerih so krogovičja in druge geometrijske oblike, vpisane v kroge. Stene ladje na obeh straneh so bile v celoti zapolnjene z okni, vsako sestavljeno iz štirih lancet, na vrhu katerih je bila rozeta, ki so zapolnjevala ves prostor nad triforijem. Zgornje stene, tako kot streho, so podpirali ločni oporniki, katerih podstavki so bili nameščeni med kapelami ob ladji.

### Severni in južni portali
- Kiparski okras Porte de Valois ali severni portal
- Južni portal in kiparski okras
- Detajl južnega portala

Porte de Valois ali severni portal je bil prvotno zgrajen v 12. stoletju, proti koncu Sugerjevega življenja, nato pa ponovno na koncu severnega transepta v 13. stoletju. Po Sugerju prvotni vhod na severu ni imel kiparskega okrasa, ampak mozaik, ki ga je Suger nadomestil s kipi leta 1540. Velja za pomemben korak v zgodovini gotskega kiparstva zaradi spretnosti rezbarjenja in pomanjkanja togosti figur. Obstaja šest figur v odprtinah in trideset figur v lokih nad vrati, ki predstavljajo kralje, verjetno tiste iz Stare zaveze, medtem ko timpanon nad vrati ponazarja mučeništvo sv. Dionizija in njegovih spremljevalcev Eleuterija in Rustika. Ta portal je bil med zadnjimi deli, ki jih je naročil Suger; umrl je leta 1151, preden je bil dokončan. Prvotna skulptura, ki je bila uničena v revoluciji, je bila nadomeščena s skulpturo iz začetka 19. stoletja, ki jo je izdelal Felix Brun.
Timpanon južnega portala ponazarja zadnje Dionizijeve in njegovih tovarišev dni pred mučeništvom. Pomoli so napolnjeni z medaljoni, ki predstavljajo dela dni v mesecu.

## Notranjost

### Ladja in kor
- Rayonnant gotski kor.
- Ladja in kor
- Dvig ladje s steklom napolnjen triforij in svetlobno nadstropje
- Oboki v transeptu

Ladja, del na zahodu cerkve, rezerviran za običajne vernike, in kor, del na vzhodu, rezerviran za duhovščino, sta bila v 13. stoletju prezidana v gotskem slogu, po apsidi na vzhodu in zahodu. Tako kot druge gotske cerkve v Ile-de-Franceu so njene stene imele tri ravni; velike arkade masivnih stebrov v pritličju; ozek triforij ali prehod na sredini stene; prvotno brez oken; in vrsto visokih oken zgoraj. Vitki stebri so se dvigali iz stebrov navzgor po stenah, da so podpirali štiridelne rebraste oboke. Kot rezultat rayonnant rekonstrukcije je triforij dobil okna, zgornje stene pa so bile v celoti zapolnjene s steklom, ki je segalo navzgor v oboke in preplavilo cerkev s svetlobo. 

### Ambulatorij in kapele
- Ambulatorij (1140–1144)
- Ambulatorij
- Ambulatorij in kapele
- Marijina kapela (12. st.)

Apsido je zgradil Suger v rekordnem času, v samo štirih letih, med letoma 1140 in 1144, in je bila ena prvih velikih realizacij gotske arhitekture. Dvojni ambulatorij ni razdeljen s stenami, temveč z dvema vrstama stebrov, medtem ko so zunanje stene, zahvaljujoč opornikom na zunanji strani, zapolnjene z okni. Nov sistem je omogočil prehod svetlobe v notranjost kora. Ambulatorij se povezuje s petimi žarkasto postavljenimi kapelami na vzhodnem koncu stolnice, ki imajo svoja velika okna. Za večjo enotnost si pet kapel deli isti sistem obokanih streh. Da bi bili zidovi med kapelami še manj vidni, so zakriti z mrežo vitkih stebrov in trakov.
Apsida z dvema ambulatorijema in kapelami je bila obsežno prezidana v 12. stoletju, da bi se harmonično povezala z novo in večjo ladjo, vendar je bilo veliko truda vloženega v ohranitev zgodnjih gotskih značilnosti, ki jih je ustvaril Suger, vključno z dvojnim ambulatorijem z velikimi okni. Da bi to dosegli, so v kripto vgradili štiri velike stebre, ki so podpirali zgornjo raven, stene prve traveje svetišča pa so postavili pod kotom, da se povežejo s širšim transeptom.
V cerkvi so ohranjeni vitraji iz številnih obdobij (čeprav je bila večina plošč iz Sugerjevega časa odstranjena zaradi dolgoročne konzervacije in nadomeščena s fotografskimi prosojnicami), vključno z izjemnim sodobnim steklom in nizom 12 mizerikordij.

### Kripta in grobnice
- Arheološka kripta (8. stoletje), ki jo je obnovil Suger (12. stoletje), zdaj vsebuje preproste grobnice iz črnega marmorja Ludvika XVI. in Marije Antoanete
- Karolinški okras iz zgodnje kripte
- Grobnica Dagoberta I., prvega kralja, pokopanega v St. Denisu, predelana v 13. stoletju

Vloga cerkve kot nekropole francoskih kraljev se je formalno začela pod Hugom Capetom (987–996), vendar so bile tam že grobnice več prejšnjih kraljev. Mesto je bilo izbrano zaradi povezave s sv. DIonizijem, prvim pariškim škofom in enim prvih krščanskih voditeljev v Franciji, ki je bil tam pokopan. Vsi francoski monarhi razen treh od 10. stoletja do leta 1793 so njihovi ostanki tukaj. Posmrtne ostanke nekaterih monarhov, vključno s Klodvikom I. (465–511), so v St. Denis prenesli iz drugih cerkva.
Kripta pod cerkvijo je razdeljena na dva dela; starejša, imenovana arheološka kripta, je pod transeptom in je bila prvotno zgrajena okoli leta 775 našega štetja, ko je samostan rekonstruiral opat Fuldiad. Imel je ambulatorijski prehod, ki je romarjem omogočal kroženje okoli relikvij sv. Dioniza in njegovih spremljevalcev, ki so bili razstavljeni v središču. Osvetljena je bila z izmeničnimi okenci v stenah in svetilkami, nameščenimi v nišah.
Suger je kripto obnovil in razširil proti vzhodu. Stene so bile okrašene s slepimi loki, razdeljeni s stebri, katerih kapiteli ponazarjajo svetopisemske prizore in prizore iz življenja sv. Dioniza. Devetintrideset od prvotnih dvainšestdesetih romanskih kapitelov je še vedno na mestu. Sugar je zgradil nov ambulatorij, povezan s kapelami.
Med vladavino Henrika IV. je bil osrednji del te kripte posvečen rodbini Bourbon, same grobnice pa so bile preproste svinčene krste v lesenih zabojih. Podobe mnogih kraljev in kraljic so na njihovih grobnicah, toda med francosko revolucijo so njihova telesa vrgli iz krst, vrgli v tri rove in prekrili z apnom, da bi jih uničili. Starejši monarhi so bili odstavljeni avgusta 1793 za praznovanje revolucionarnega festivala Reunion, monarhi Valois in Bourbon oktobra 1793 za praznovanje usmrtitve Marije Antoanete. Preservator Alexandre Lenoir je rešil številne spomenike tako, da jih je prijavil kot umetnine za svoj Muzej francoskih spomenikov. Med francosko revolucijo so iz samostana Fontevraud odstranili trupla več angleških monarhov Plantagenetov. Napoleon Bonaparte je ponovno odprl cerkev leta 1806, vendar je kraljeve ostanke pustil v množičnih grobovih. Leta 1817 so obnovljeni Bourboni ukazali odpreti množične grobove, vendar so le deli treh trupel ostali nedotaknjeni. Preostale kosti 158 trupel so bile zbrane v kostnici v kripti cerkve, za marmornimi ploščami z njihovimi imeni.
V kasnejših letih so bile grobnice postavljene vzdolž ladij, ki so obkrožale kor in ladjo. V 13. stoletju je kralj Ludvik IX. (sveti Ludvik) naročil številne pomembne grobnice prejšnjih kraljev in francoskih zgodovinskih osebnosti, katerih ostanke so zbrali iz drugih cerkva. Med njimi so bile grobnice Klodvika I., Karla Martela, Konstance Kastiljske, Pipina Malega, Roberta Pobožnega in Huga Capeta (ki je izginil med revolucijo). Vse nove grobnice so bile izdelane v istem slogu in noši, s počivajočo figuro, ki drži palico, da bi ponazorila kontinuiteto francoske monarhije.
- Grobnica Ludvika XII. in Ane Bretanske (1515)
- Grobnica Katarine Medičejske in Henrika II. Francoskega (1559)
- Pogrebna žara Franca I., kiparja Pierra Bontempsa (1556)

Grobnice renesanse so izražene gledališke in raznolike. Največja je tista Ludvika XII. (umrl 1515) in njegove žene Ane Bretanske (umrla 1514). Ima obliko templja iz belega marmorja, napolnjenega in obdanega s figurami. V njem sta kralj in kraljica realistično prikazana v njunih smrtnih mukah, alegorične figure, ki sedijo okoli templja, prikazujejo vrline kralja in kraljice. Na strehi grobnice sta ponovno prikazana kralj in kraljica, klečeča in mirno molita, ki slavita svojo zmago nad smrtjo, zahvaljujoč svojim vrlinam.
Spomenik Henriku II. Francoskemu in Katarini Medičejski (1559) je sledil podobnemu formatu; rimski tempelj, ki ga je v tem primeru zasnoval slavni renesančni arhitekt Primatrice s skulpturo na strehi, ki prikazuje kralja in kraljico v molitvi. Kralj položi roko na srce, kar ponazarja njegovo katoliško vero v obdobju verskih konfliktov.
V 19. stoletju, po obnovitvi monarhije, je Ludvik XVIII. dal posmrtne ostanke Ludvika XVI. in Marije Antoanete prenesti v St. Denis. Truplo dofena, ki je umrl zaradi bolezni in zanemarjanja v rokah njegovih revolucionarnih ujetnikov, je bilo pokopano v neoznačenem grobu na pariškem cerkvenem pokopališču blizu templja. Med Napoleonovim izgnanstvom na Elbi so obnovljeni Bourboni odredili iskanje trupel Ludvika XVI. in Marije Antoanete. Najdena sta bila 21. januarja 1815, pripeljana v Saint-Denis in postavljena v arheološko kripto. Njuni grobnici sta prekriti s črnimi marmornimi ploščami, nameščenimi leta 1975.
Ludvik XVIII. je bil po smrti leta 1824 pokopan v središču kripte, blizu grobov Ludvika XVI. in Marije Antoanete. V trezorje so položili tudi krste članov kraljeve družine, ki so umrli med letoma 1815 in 1830. Pod vodstvom arhitekta Viollet-le-Duca so cerkveni spomeniki, ki so bili odpeljani v Muzej francoskih spomenikov, vrnjeni v cerkev. Truplo Ludvika VII., ki je bil pokopan v opatiji Barbeau in katerega groba se revolucionarji niso dotaknili, so pripeljali v Saint-Denis in pokopali v kripti. Leta 2004 je bilo mumificirano srce dofena, fanta, ki bi bil Ludvik XVII., za katerega je bilo potrjeno, da je pristno s testiranjem DNK, postavljeno v kristalno vazo in zapečateno v steno kripte.

### Zakristija
File:Basilique Saint-Denis - Sacristie -1.JPG|Zakristija, prenovljena leta 1812
Zakristijo, sobo, kjer je duhovščina tradicionalno varovala svoja oblačila, je leta 1812 arhitekt Jacques Cellerier spremenil v neoklasicistično galerijo stenskih poslikav, ki prikazujejo prizore iz zgodovine stolnice. Delo, dodano zakristiji, je Alegorija božanske besede, slika Simona Voueta, ki jo je Ludvik XIII. prvotno naročil za oltarno sliko dvorca Saint-Germain-en-Laye. Za stolnico jo je leta 1993 pridobila uprava za državne spomenike. Stenske vitrine prikazujejo tudi izbor dragocenih predmetov iz stolnice zbirke. 

## Umetnost in dekoracija

### Vitraji
Opat Suger je naročil veliko količino barvnega stekla za novo apsido, vendar je le zelo majhna količina izvirnega stekla iz Sugerjevega časa preživela nedotaknjena. V 19. stoletju ga je zbral Eugène Viollet-le-Duc in ga vgradil v okna v apsidi. Izvirno steklo vključuje figuro Sugerja, ki leži pred Kristusovimi nogami, v oknu, imenovanem Kristusovo otroštvo; Jesejevo drevo, ki ponazarja Kristusov rodovnik, v kapeli v osi; Alegorije svetega Pavla in Mojzesovo življenje v četrti kapeli v ambulatoriju na severu; Videnje Ezekiela pod znamenjem tau, prvotno iz skupine, ki prikazuje Kristusov pasijon, v četrti kapeli na jugu, v levem zalivu in tretjem registru. Še en kos izvirnega okna iz Sugerjevega časa, ki prikazuje mitskega grifona, simbol raja, najdemo v drugi kapeli na severu. Drugi prizori, ki jih je Suger opisal in prikazujejo romanje Karla Velikega in križarske vojne, so izginili. 
Velik del sedanjega vitraja je iz 19. stoletja, ko so cerkev začeli obnavljati po poškodbah, ki jih je povzročila revolucija. Arhitekt François Debret je leta 1813 zasnoval prva neogotska okna ladje. Sem spadajo zgornja okna ladje, ki predstavljajo francoske kralje in kraljice. Poznejša zgornja okna južnega transepta prikazujejo obnovo cerkve in zlasti obisk Ludvika Filipa I., zadnjega francoskega kralja, leta 1837. To veliko skupino oken je zasnoval slikar Jean-Baptiste Debret, brat arhitekta.

### Kipi
- Detajl skulpture severnega portala; mučeništvo sv. Dionizija, Eleutera in Rustika (12. st.)
- Podstavki ali stebrni kipi severnega portala. (12. stoletje)
- Grobnica Klodvika I. in njegovega sina Childeberta I.
- Grobnica kralja Dagoberta (13. stoletje)
- Spomenik kralju Ludviku XVI. in kraljici Mariji Antoaneti, kipi (1830) Edmeja Gaulla in Pierra Petitota
- Bitka na grobu Franca I. (16. st.)

Nova skulptura sv. Dionizija na zahodni strani je imela pomemben vpliv na gotski slog. Vplivne značilnosti nove fasade vključujejo visoke, tanke kipe starozaveznih prerokov in kraljev, pritrjene na stebre (figure podbojev), ki obdajajo portale (uničene leta 1771, vendar zabeležene na Montfauconovih risbah). Te so bile sprejete tudi v stolnicah v Parizu in Chartresu, zgrajenih nekaj let pozneje, in so postale značilnost skoraj vseh gotskih portalov.
Kipi na portalu Valois, na transeptu Saint Denis, izdelani leta 1175, imajo zelo podolgovate in ekspresivne figure in so pomembno vplivali tudi na gotsko kiparstvo. Bile so nasprotje bolj zadržanih in dostojanstvenih figur stolnice v Chartresu, izdelanih približno v istem času.
Nad vrati je bil osrednji timpanon vklesan s Kristusom v slavi, ki je prikazoval svoje rane in mrtvi, ki so se pojavili iz svojih grobov spodaj. Nad južnim (desnim) portalom so bili vklesani prizori mučeništva sv. Dionizija, nad severnim portalom pa je bil mozaik (izgubljen), čeprav je bil to, kot je rekel Suger, »v nasprotju s sodobnimi navadami«. Od izvirne skulpture je ostalo zelo malo, večina tega, kar je zdaj vidno, je rezultat precej nespretnega restavratorskega dela leta 1839. Nekaj fragmentov originalnih kipov je ohranjenih v zbirki Musée de Cluny.

## Korne klopi
Korne klopi, sedeži, rezervirani za duhovščino, imajo posebno lepe rezbarije, zlasti na mizerikordiju, majhnem sedežu na vsaki klopi, na katerem so lahko duhovniki počivali, ko so dlje časa stali. Klopi so bile narejene v 16. stoletju in so bile prvotno v visoki kapeli Chateau de Gaillon v departmaju Eure. Leta 1805 se je Napoleon Bonaparte odločil ustvariti tri nove kapele v Saint-Denisu in škofovski kapitelj pod vodstvom svojega strica, kardinala Fescha. Klopi so bile prestavljene v Saint-Denis in nameščene za njihovo uporabo. Poleg izrezljanega lesa so klopi okrašene z dovršenimi večbarvnimi verskimi prizori v intarziji. 

### Orgle
File:Basilique_Saint-Denis_02.jpg|Orgle v stolnici (19. st.)
Orgle so na empori, zahodno od ladje. Zabeleženo je, da so orgle v baziliki obstajale leta 1520. Kasnejše orgle, ki jih je izdelal Crespin Carlier, so nastale leta 1520, vendar so bile uničene med francosko revolucijo. Cerkev je bila ponovno odprta leta 1806 brez orgel. Leta 1833 je bil razpisan natečaj za iskanje novega gradbenika. Zmagal ga je triindvajsetletni Aristide Cavaillé-Coll in so bile njegove prve orgle. Končane so bile leta 1843 in to je bil začetek kariere izdelovalca orgel.
Vsebuje številne novosti, uvedene na romantičnem področju, zlasti prvo ročico Barker. S tremi manuali in pedali je zaščitena z oznako Monument historique. Leta 1901 jo je obnovil Charles Mutin, med letoma 1983 in 1987 pa Jean-Loup Boisseau in Bertrand Cattiaux. Pierre Pincemaille, edini titularni organist 30 let (med 1987 in 2018), je imel številne recitale (med 1989 in 1995, nato med 2014 in 2017) in posnel osem zgoščenk s tem glasbilom.

## Grobnica
Znotraj opatije so pokopani skoraj vsi francoski monarhi od 10. stoletja do leta 1789; kot taka velja opatija za kraljevsko nekropolo. Opatijska cerkev vsebuje nekaj lepih primerov grobnic, na katerih so upodobljene slike kraljev in kraljic. Med francosko revolucijo so bile grobnice odprte in opustošene, ohranilo pa se jih je nekaj na pobudo arhitekta Lenoira kot umetnostna dela v Muzeju francoskih spomenikov.
Trupla obglavljenega kralja Ludvika XVI., njegove žene Marije Antoinette in sestre madame Élisabeth so bila pokopana na cerkvenem dvorišču sv. Magdalene v Parizu, potresena z živim apnom, truplo dauphina pa je bilo pokopano v neoznačenem grobu v bližini tega templa.
Cerkev je leta 1806 ponovno odprl Napoleon Bonaparte, vendar so kraljevi ostanki bili puščeni v masovni grobnici. Po Napoleonovem izgonu na Elbo in začasni vrnitvi Burbonov na oblast so bila trupla Ludvika XVI., Marie Antoinette, kar je od njih ostalo, bila prenešena v kripto. Leta 1817 je bila odprta masovna grobnica, vendar je bilo nemogoče določiti niti enega njihovega ostanka, zato so bili vsi skupaj položeni v osuarij kripte sv. Denisa, za dvema marmornatima ploščama z imeni več sto članov francoskih dinastij, ki so si sledili po vrstnem redu.
Kralj Ludvik XVIII. Francoski je bil po smrti leta 1824 pokopan na sredo kripte, v bližini grobnice Ludvika XVI. in njegove žene. Krste njihovih naslednikov, umrlih do 1830, so bile prav tako položene v grobnico. Vrnjeni so bili tudi spomeniki, odnešeni v Muzej francoskih spomenikov. Truplo Ludvika VII., ki je bil pokopan v opatiji pri Saint-Pontu in katerega grob je ostal nedotaknjen, je bilo tudi prišeno v Saint-Denis ter pokopano v kripto. V letu 2004 je bilo mumificirano srce dauphina - otroka, ki naj bi bil Ludvik XVII., zapečateno v steno kripte.
Cerkev je bila zgrajena v karolinškem obdobju oziroma je bila dokončana l.775. Opat Suger jo je v 12. stoletju prenovil. Njegova želja je bila namreč ta, da bi postala tudi bazilika Saint-Denis pomembna romarska postojanka, kot so bile tedaj Jeruzalem, Rim in Santiago de Compostela. Za prenovo cerkve je sam Suger poiskal material, tak primer so bili stebri, ki jih je prinesel iz Dioklecijanovih term v Rimu.
Katedrala je postala zgled za gotsko umetnost in za gradnjo ostalih katedral. Uresničila se je torej želja Sv. Bernarda, Sugerjevega prijatelja, ki je nanj vplival. Postala je zgled predvsem zaradi novosti, ki so bile uvedene v tistem času. Od takrat se je razširila raba kapitela s cvetličnimi motivi, raba večbarvnih vitržev, raba križnega oboka, ki je služila porazdelitvi teže na bolj vzdržljive stranske nosilne stebre, v nasprotju s prejšnjim sistemom, ko je bila vsa teža osredotočena na stene. Oporniki so nadomestili stebre, tako da je zgradba zgledala lažja. Isti učinek so dobili tudi tako, da so s pomočjo optične prevare postavljali manjše stebričke na večjih, v resnici sami majhni stebrički ne bi držali pokonci celotne zgradbe. Po zaslugi opornih stebrov, zidovi niso imeli več nosilne funklcije, zato so na njih nastali ogromni gotski vitraži in notranji zidovi okrašeni z biforami. Posledica tega je bila tudi veliko boljša osvetlitev. Rastoči loki so omogočili, da se zgradbe dvigajo v višino, pojavile so se fiele in okrogle rože (rosoni). Poleg tega so bile od takrat zgradbe zgrajene po točno določenih matematičnih pravilih. Arhivirano 2008-04-19 na Wayback Machine.